# Florence Barker
Florence Barker (Reino Unido, 1908-1986) fue una nadadora británica especializada en pruebas de estilo libre, donde consiguió ser subcampeona olímpica en 1924 en los 4 x 100 metros.

## Carrera deportiva
En los Juegos Olímpicos de París 1924 ganó la medalla de oro en los relevos de 4 x 100 metros estilo libre, con un tiempo 5:17.0 segundos), tras Estados Unidos (oro) y por delante de Suecia; sus compañeras de equipo fueron las nadadoras: Constance Jeans, Grace McKenzie y Iris Tanner.